# هارفورد (کارولینای شمالی)
هارفرد (به انگلیسی: Hertford) شهری در ایالت کارولینای شمالی کشور ایالات متحده آمریکا است که جمعیت آن در سرشماری سال ۲۰۱۰ میلادی، ۲٬۱۴۳ نفر بوده‌است.